# 林公則
林 公則（はやし きみのり、1979年 - ）は日本の経済学者。一橋大学大学院経済学研究科特任講師を経て、明治学院大学国際学部准教授。専門は環境経済学・環境政策論。研究主題は軍用機騒音・軍事基地汚染・基地跡地利用政策。環境経済・政策学会学会奨励賞、経済理論学会奨励賞、日本平和学会・平和研究奨励賞等受賞。

## 人物・経歴
2002年高崎経済大学経済学部経済学科卒。2004年一橋大学大学院経済学研究科応用経済専攻修士課程修了、2007同博士課程修了、博士（経済学）。指導教員寺西俊一。
日本学術振興会特別研究員を経て、2016年一橋大学大学院経済学研究科特任講師。2018年明治学院大学国際学部国際学科准教授、明治学院大学国際学部付属研究所員。
『軍事環境問題の政治経済学』で2013年度環境経済・政策学会学会奨励賞及び経済理論学会奨励賞、日本平和学会・平和研究奨励賞受賞。

## 著書
- 『軍事環境問題の政治経済学』日本経済評論社、2011年9月
- 『新・贈与論　お金との付き合い方で社会が変わる』コモンズ、2017年9月

### 共編著・論文等
- 「米軍基地跡地利用の阻害要因」(共著、『沖縄論』、岩波書店)
- 「横田基地騒音公害被害の社会的費用」『環境経済・政策研究』第3巻第2号
- 「地位協定の環境条項をめぐる韓米の動き」（共著）『環境と公害』第40巻第1号
- 「横田基地騒音公害被害の社会的費用」『環境経済・政策研究』第3巻第2号、pp.26-37、2010年8月。
- 「軍事基地跡地利用における地方自治体・周辺住民の役割 －ジャクソンビルを題材に－」『都留文科大学研究紀要』第74集、pp.61-81、2011年10月。
- 「沖縄県における跡地利用推進特措法の意義と課題」『参加・分権・ガバナンスと地方自治』（地方自治叢書26集）、2013年11月。
- 「軍事環境問題と経済学」『都留文科大学研究紀要』第79集、2014年3月。

## 受賞
- 2012年11月 - 第3回経済理論学会奨励賞 『軍事環境問題の政治経済学』日本経済評論社、2011年[2]
- 2013年9月 - 環境経済・政策学会奨励賞 同上[2]
- 2013年11月 - 日本平和学会・平和研究奨励賞 同上[2]
- 2015年3月 - 幸せ経済社会研究所懸賞論文優秀論文[2]